# NHK肥前玄海テレビ中継局
NHK肥前玄海テレビ中継局（えぬえいちけいげんかいテレビちゅうけいほうそうきょく）は、佐賀県唐津市の旧東松浦郡肥前町域に置かれているNHK佐賀放送局のテレビ中継局である。

## 概要
- 当中継局は、唐津市肥前町南牧字菖津の菖津北方高地に置かれ、同市肥前町南牧地区などの一部へ電波を発射している。
- なお、stsサガテレビは、当地に中継局を置いておらず、周辺地域に置かれているテレビ中継局などを受信している。

## 施設概要

### 地上デジタルテレビ放送
| リモコンキーID | 放送局名    | 物理チャンネル | 空中線電力 | ERP   | 放送対象地域 | 放送区域内世帯数 | 放送開始日    |
| 1              | NHK佐賀総合 | 46ch           | 50mW       | 560mW | 佐賀県       | 217世帯          | 2010年12月6日 |
| 2              | NHK佐賀教育 | 48ch           | 50mW       | 560mW | 全国         | 217世帯          | 2010年12月6日 |

- 2010年11月12日に予備免許交付、11月15日から12月5日まで試験放送実施、11月29日に本免許交付。
- 出力についてはアナログ中継局の約1.67%となるため、事実上の減力となる。
- 佐賀県内のデジタル中継局開局予定(総務省九州総合通信局) (PDF)
- 肥前玄海デジタル中継局の概要(総務省九州総合通信局) (PDF)

### 地上アナログテレビ放送
| 放送局名    | チャンネル | 空中線電力        | ERP                | 放送対象地域 | 放送区域内世帯数 |
| NHK佐賀総合 | 36ch       | 映像3W /音声750mW | 映像9.1W /音声2.3W | 佐賀県       | 不明             |
| NHK佐賀教育 | 39ch       | 映像3W /音声750mW | 映像9.1W /音声2.3W | 全国         | 不明             |

- 1971年3月20日開局[1]。
- 2011年7月24日廃局。

## 置局住所
- 唐津市肥前町南牧字菖津の菖津北方高地